# 萩本和男
萩本 和男（はぎもと かずお、1955年1月8日 - ） は、日本の技術者。情報通信研究機構主席研究員。元NTTエレクトロニクス代表取締役社長。元NTT先端技術総合研究所所長。

## 人物・経歴
愛知県豊橋市出身。1978年東京工業大学（のちの東京科学大学）工学部電気電子工学科卒業。1980年同大学大学院理工学研究科電気電子系修士課程修了。大学では末松安晴の授業で光通信に可能性を感じ、内藤喜之研究室に入り、助手を務めていた荒木純道の指導なども受けた。同年日本電信電話公社入社、横須賀電気通信研究所研究員。1994年NTT伝送システム研究所グループリーダー。1998年NTT長距離通信事業本部担当部長。1999年NTTコミュニケーションズネットワーク事業部OSS担当部長。2000年NTT未来ねっと研究所メディアネットワーキング研究部長。2004年NTT未来ねっと研究所フォトニックトランスポートネットワーク研究部長。2005年NTT先端技術総合研究所未来ねっと研究所所長。2008年IEEEフェロー。2009年NTT先端技術総合研究所所長。2011年IEEE International Conference on Communicationsプログラム委員長。2013年NTTエレクトロニクス社長。世界で初めて低雑音・高出力なエルビウム添加ファイバ増幅器を実証したことなどが評価され、平成28年度春の褒章で紫綬褒章を受章した。2018年楽水会会長。2019年NTTエレクトロニクス相談役。2020年退任。2021年情報通信研究機構主席研究員（Beyond 5G研究開発促進事業プログラムディレクター〈PD〉）。

## 受賞
- 1989年 光産業振興協会桜井健二郎氏記念賞[4]
- 1994年 高柳記念電子科学技術振興財団高柳記念奨励賞[4]
- 1994年 電子情報通信学会業績賞[4]
- 2005年 電子情報通信学会フェロー[4]
- 2006年 電子情報通信学会業績賞[4]
- 2007年 逓信協会前島賞[4]
- 2008年 IEEEフェロー[1]
- 2009年 文部科学大臣表彰科学技術賞（開発）[4]
- 2009年 産学官連携功労者表彰内閣総理大臣賞[4]
- 2013年 電子情報通信学会功績賞[10]
- 2016年 紫綬褒章受勲[6]
- 2019年 NTTエレクトロニクスフェロー[3]
- 2021年 IEEEライフフェロー、電子情報通信学会名誉員[10]
- 2023年 日本国際賞[11]